# Theretra alecto
Theretra alecto là một loài bướm đêm thuộc họ Sphingidae. Nó được tìm thấy ở miền Ấn Độ - Mã Lai và khu vực ấm áp của miền Cổ bắc, bao gồm cực tây Nam Âu.
Sải cánh dài 75–106 mm.
Ấu trùng ăn các loài Vitis và Parthenocissus.

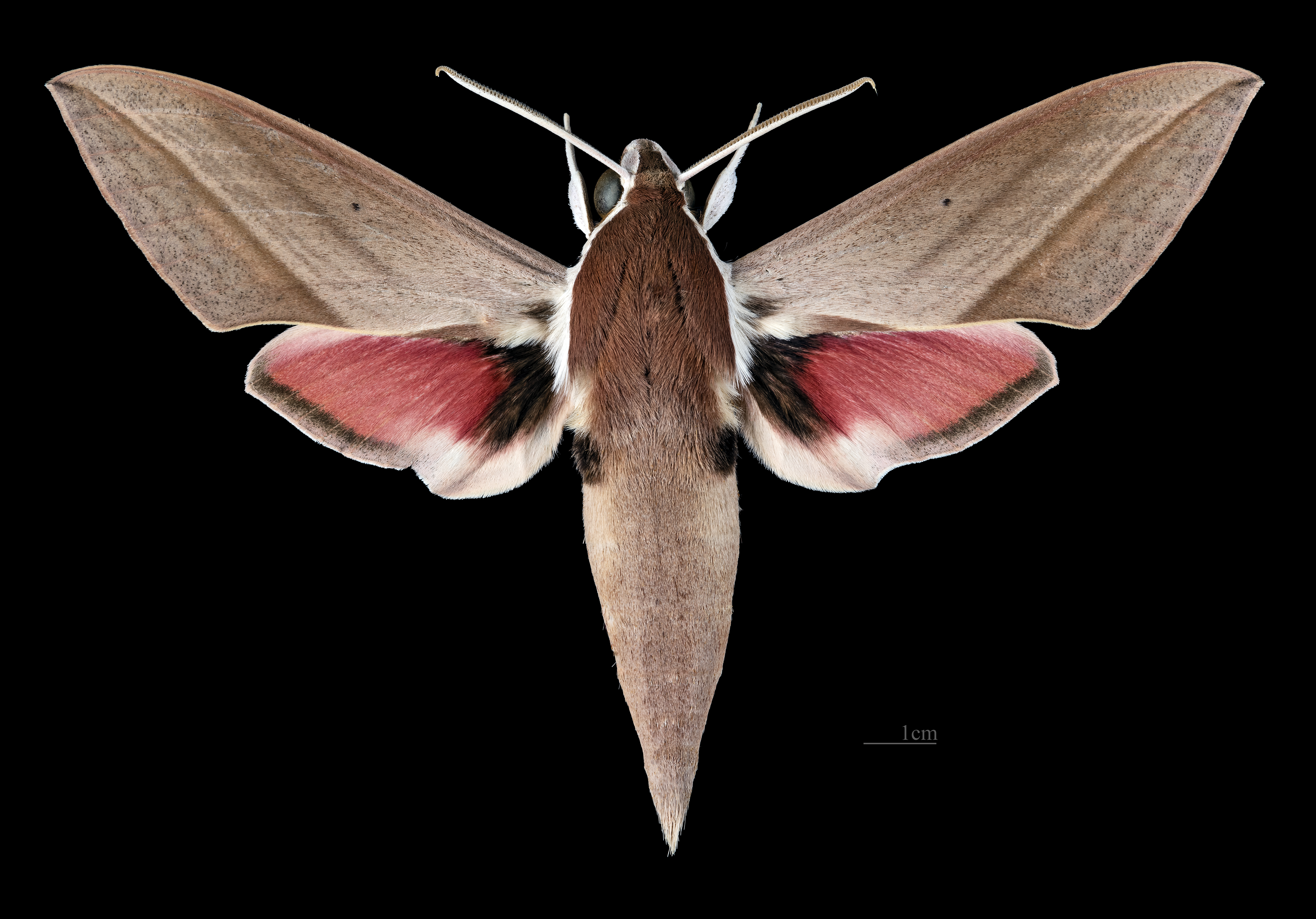
♂ Theretra alecto
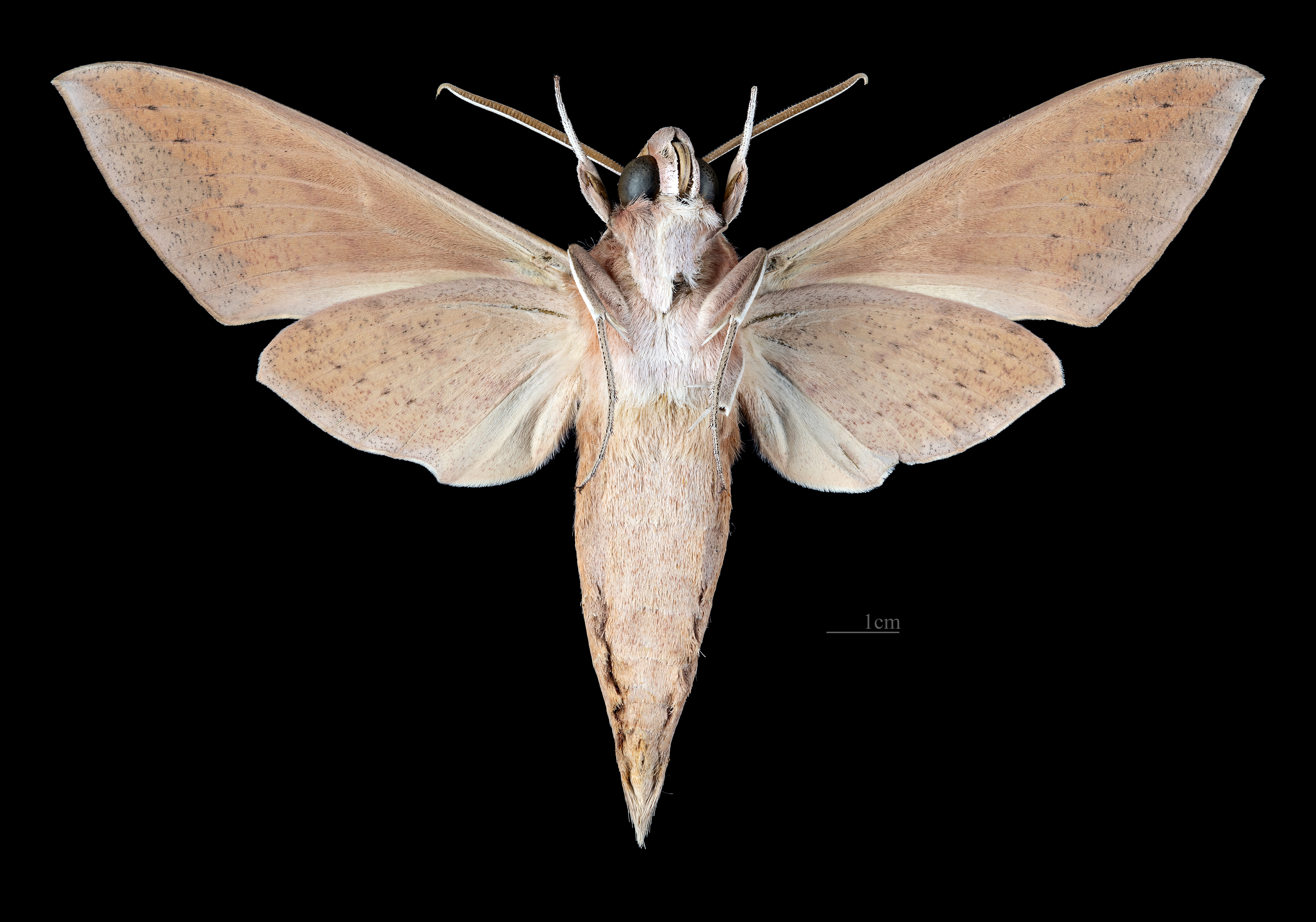
♂ △ Theretra alecto
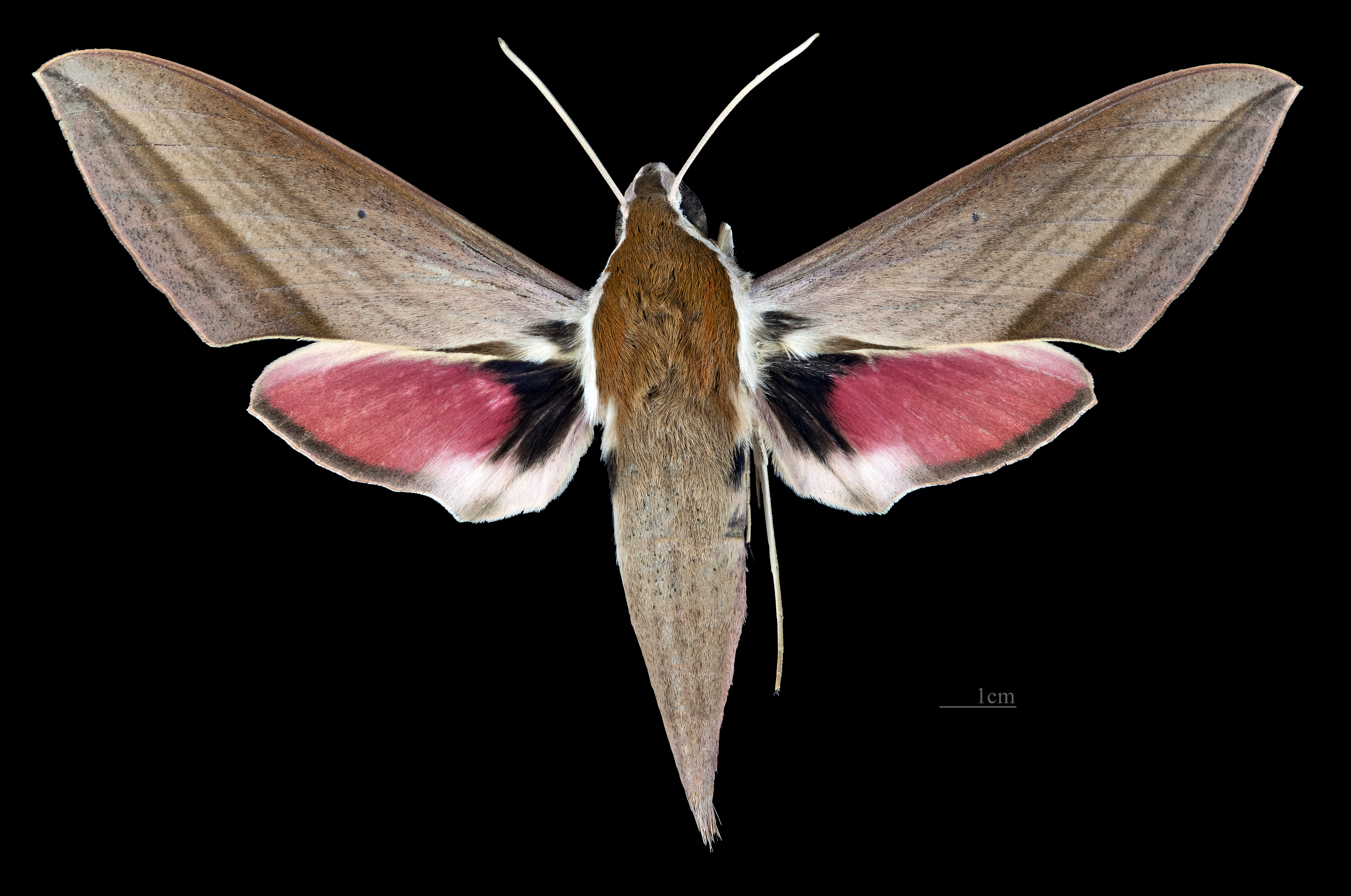
♀ Theretra alecto'
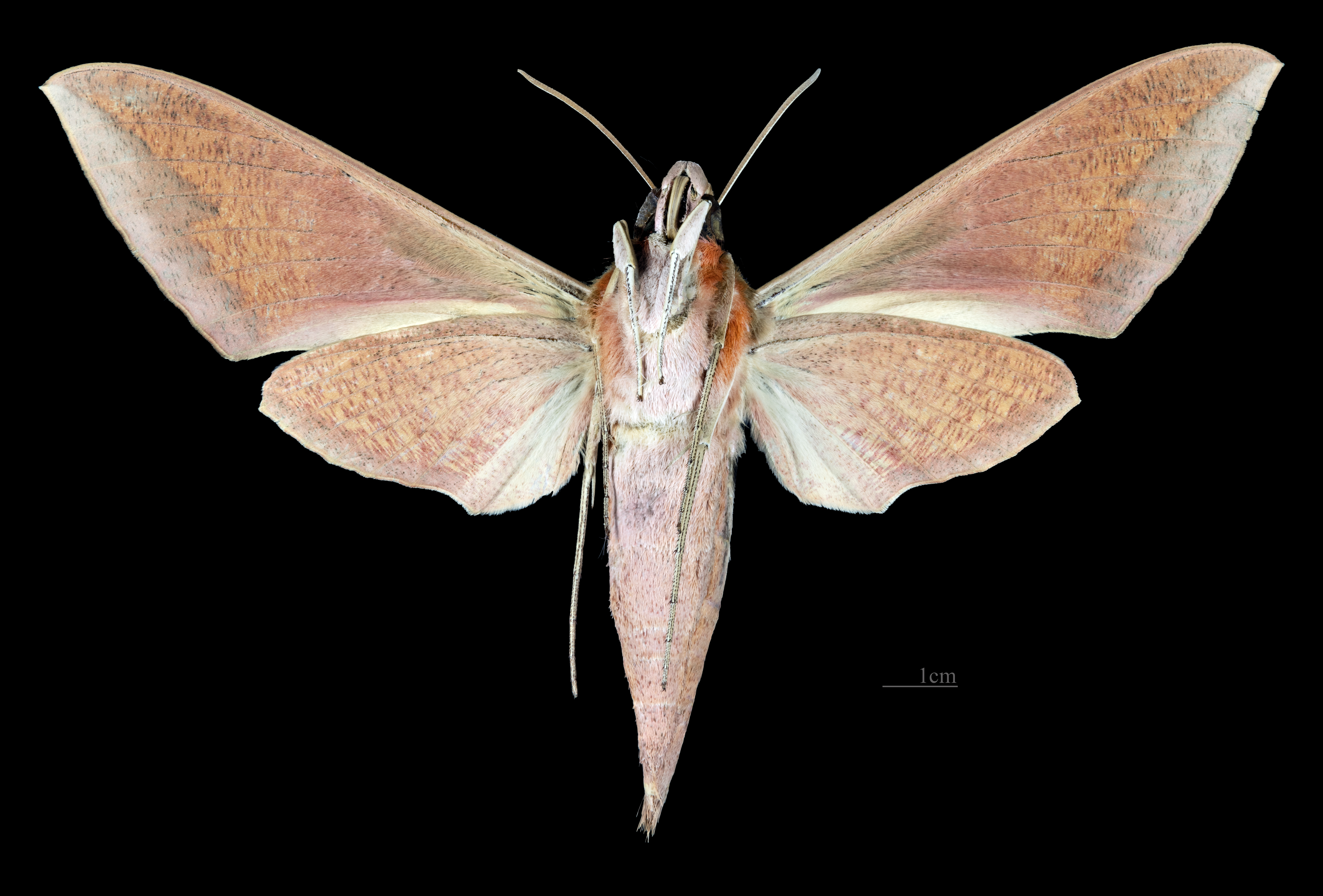
♀ △ Theretra alecto
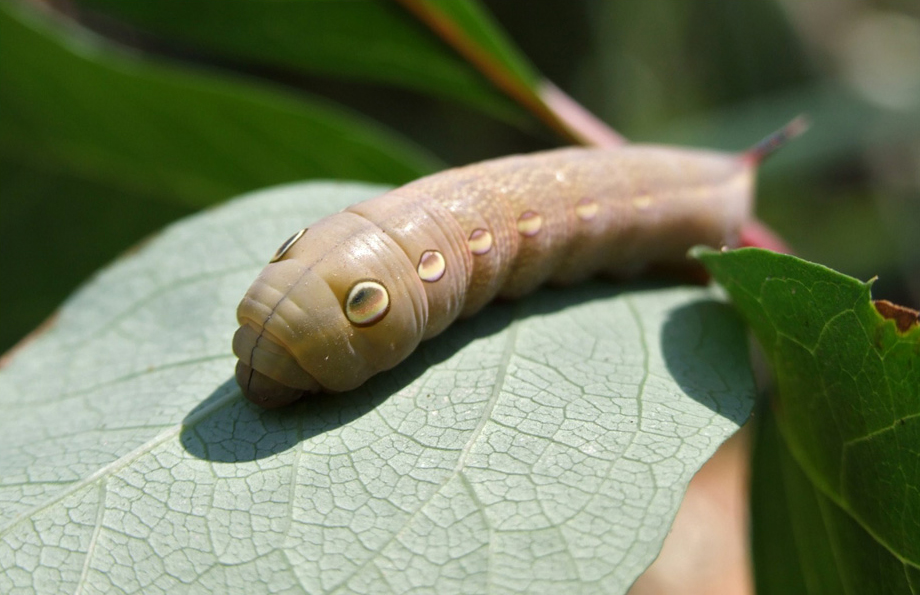
Ấu trùng
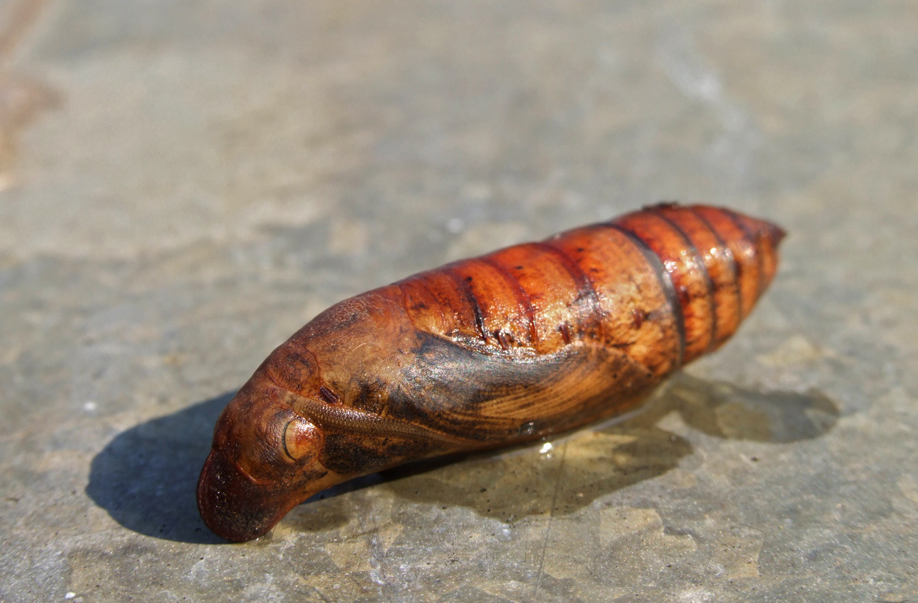
Nhộng

## Hình ảnh

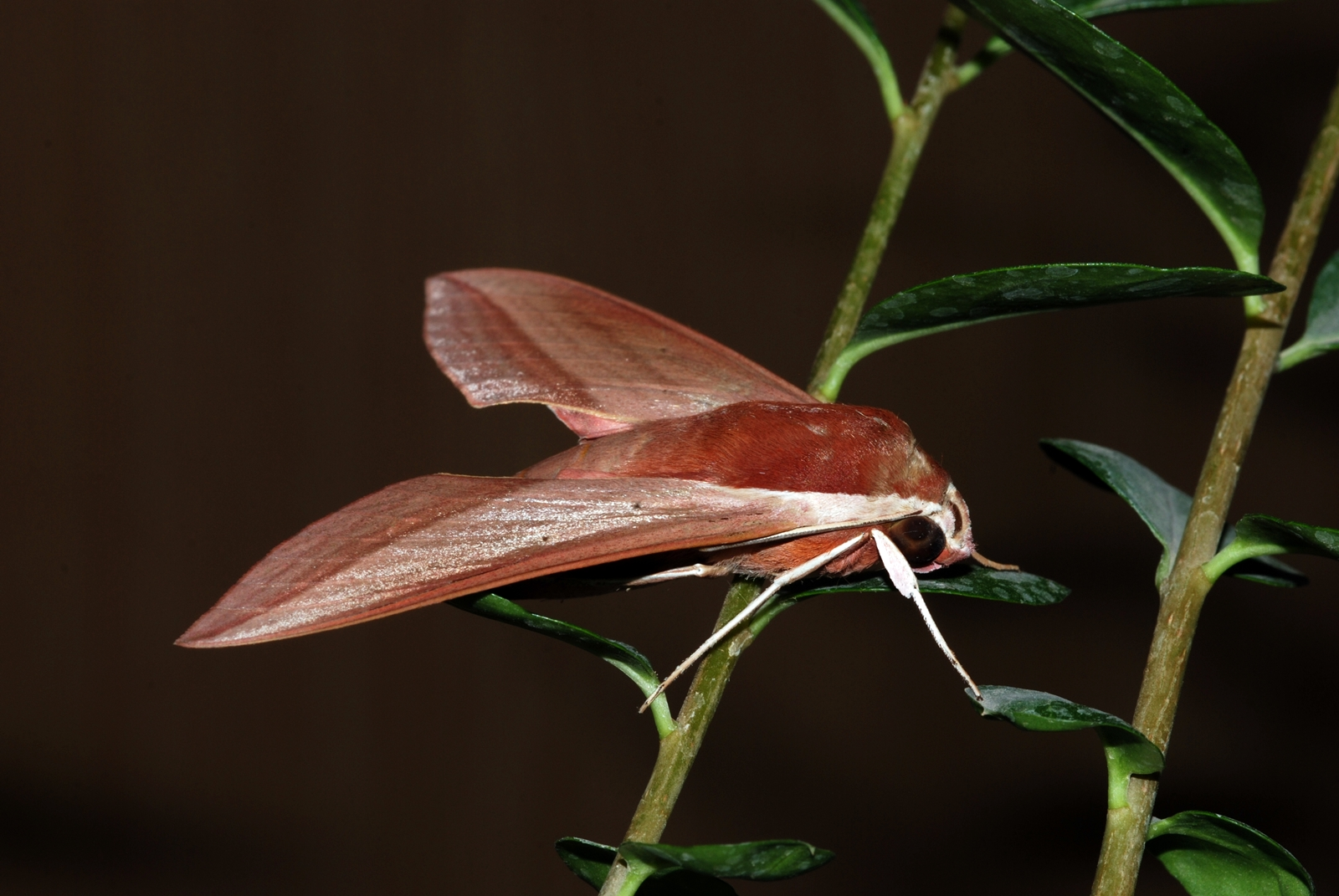
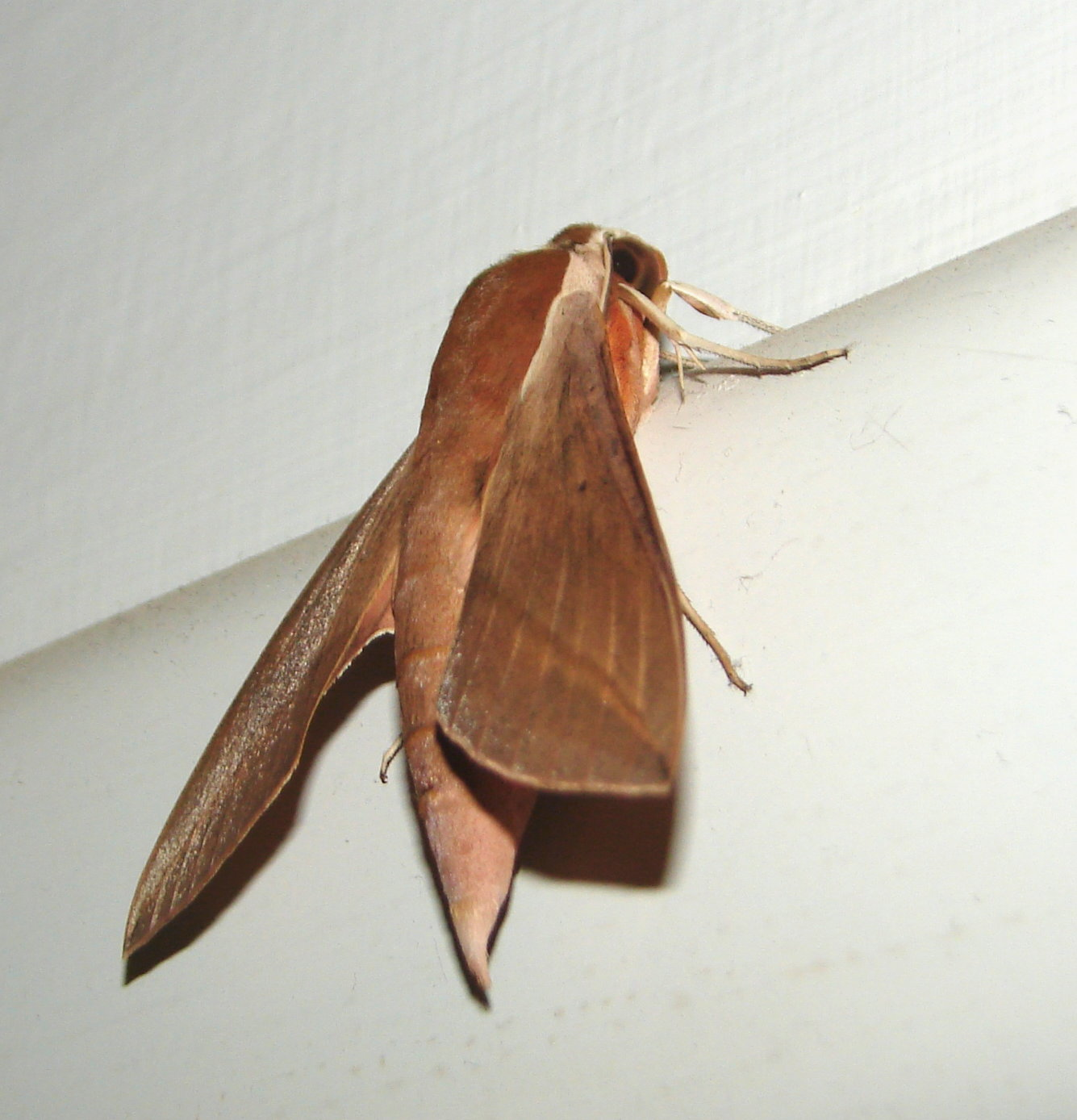
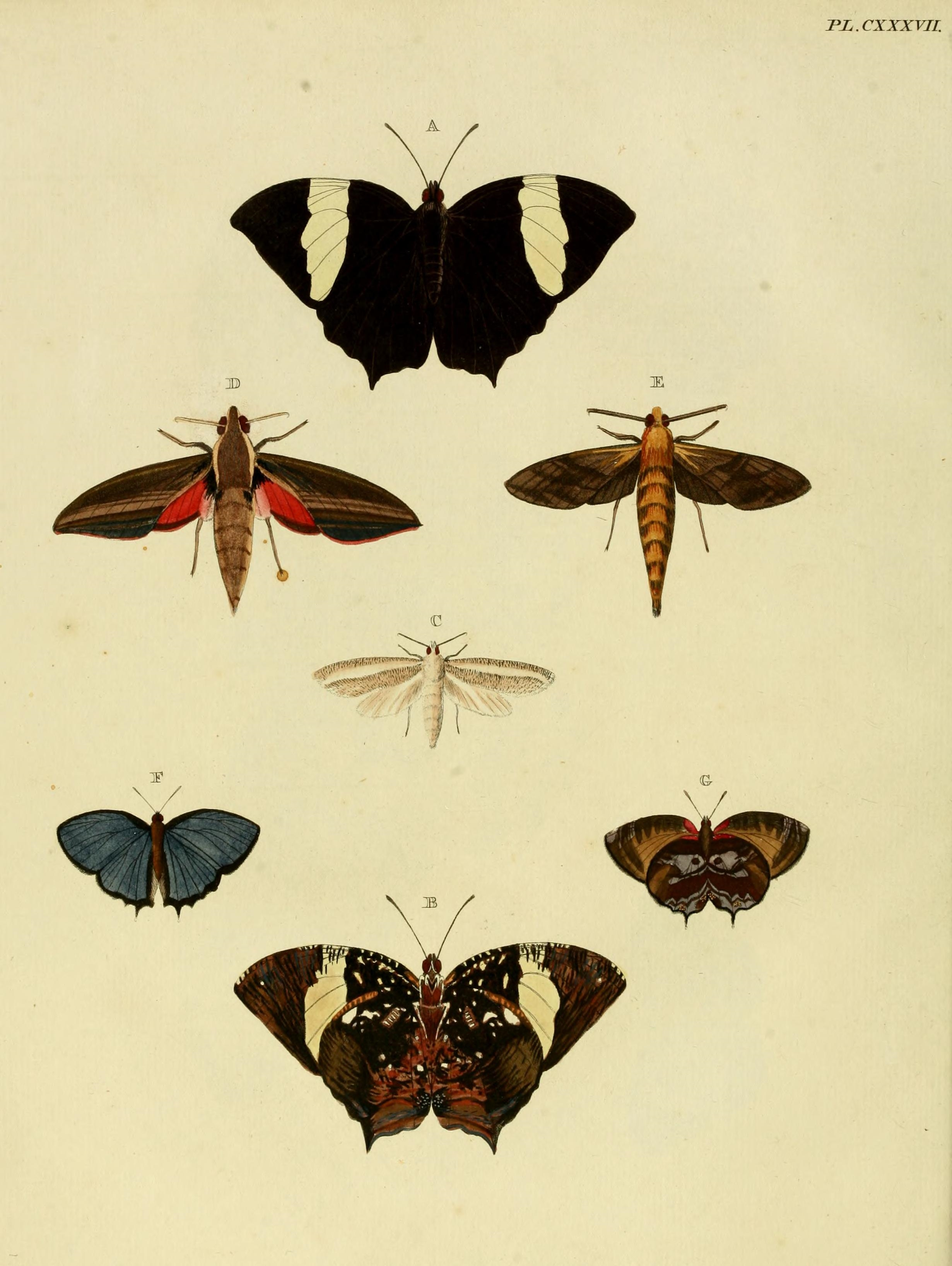
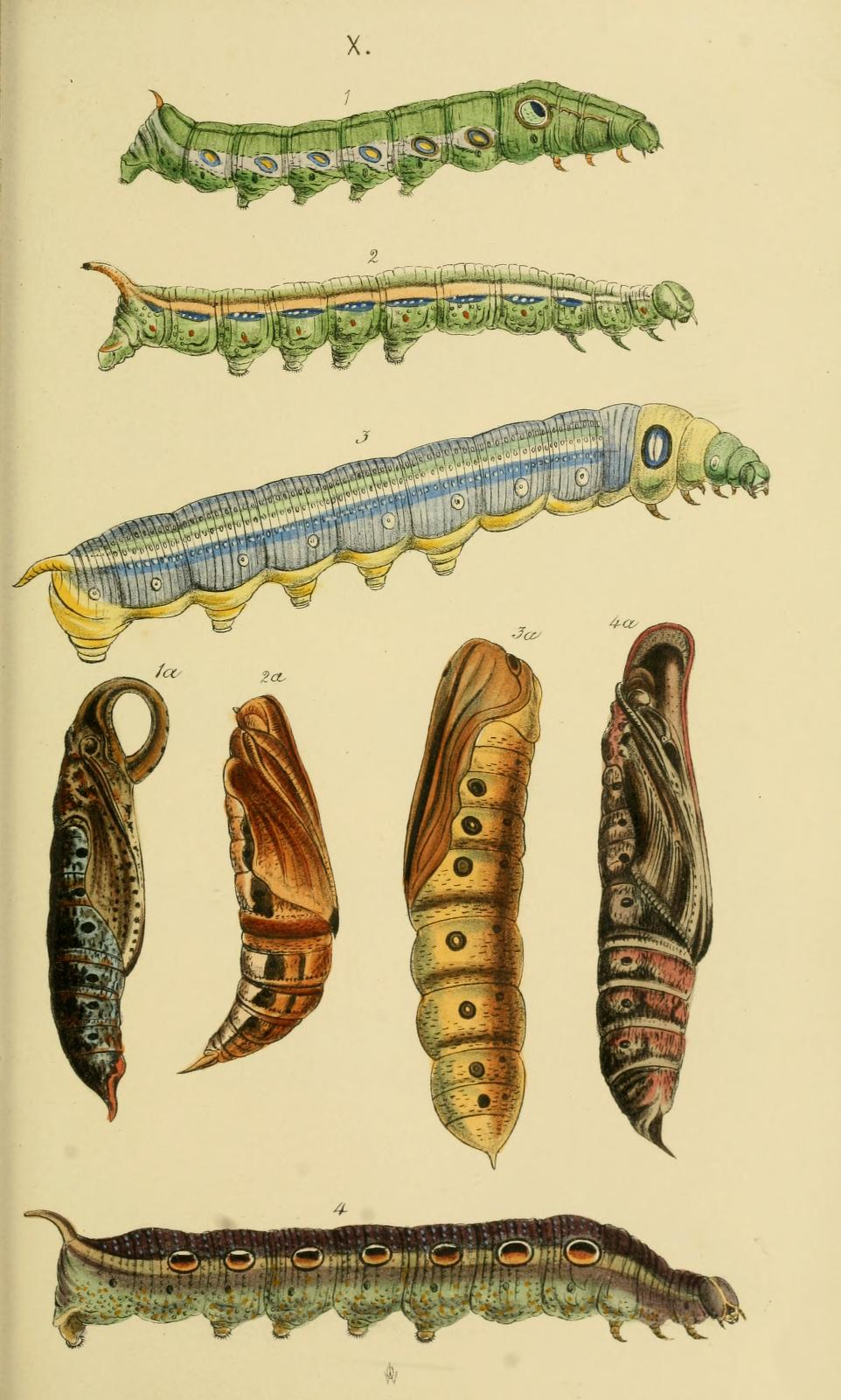